# Hay River
Hay River è un villaggio del Canada, situato nei Territori del Nord-Ovest, nella Regione di South Slave.